# Mike Peplowski
Michael Walter Peplowski (Detroit, Míchigan, 15 de octubre de 1970) es un exjugador de baloncesto profesional de nacionalidad estadounidense. Con 2,08 metros de altura ocupaba la posición de pívot y llegó a ser internacional absoluto con la Selección de Estados Unidos con la que cosechó la medalla de bronce en los Juegos Panamericanos de 1991.

## Trayectoria deportiva
Tras formarse como jugador en la Universidad Estatal de Míchigan fue elegido en la 2ª ronda del draft de 1993 por los Sacramento Kings. La mayor parte de su carrera deportiva transcurrió en distintos clubes de la NBA si bien tuvo una corta experiencia en Europa jugando para el FC Barcelona Banca Catalana de España, club con el que se proclamó campeón de la liga ACB de la temporada 1994/95.

## Palmarés
- 1991 Juegos Panamericanos. Selección de Estados Unidos. Medalla de Bronce.
- 1995 ACB. F. C. Barcelona Banca Catalana. Campeón

## Estadísticas de su carrera en la NBA

### Temporada regular
| Año     | Equipo     | PJ | PT | MPP  | %TC   | %3P  | %TL  | RPP | APP | ROB | TPP | PPP |
| ------- | ---------- | -- | -- | ---- | ----- | ---- | ---- | --- | --- | --- | --- | --- |
| 1993–94 | Sacramento | 55 | 19 | 12.1 | .539  | .000 | .545 | 3.1 | 0.4 | 0.3 | 0.5 | 3.2 |
| 1994–95 | Detroit    | 6  | 0  | 3.5  | 1.000 | .000 | .500 | 0.5 | 0.2 | 0.2 | 0.0 | 1.8 |
| 1995–96 | Washington | 2  | 0  | 2.5  | .000  | .000 | .000 | 0.0 | 0.0 | 0.0 | 0.0 | 0.0 |
| 1995–96 | Milwaukee  | 5  | 0  | 2.4  | .600  | .000 | .333 | 0.8 | 0.2 | 0.2 | 0.4 | 1.4 |
| Total   | Total      | 68 | 19 | 10.4 | .556  | .000 | .531 | 2.6 | 0.4 | 0.3 | 0.4 | 2.9 |